# Petrkov (zámek)
Zámek Petrkov stojí ve vsi Petrkov, části obce Lípa, v okrese Havlíčkův Brod. Od roku 2009 je chráněn jako kulturní památka České republiky. Je ve správě Památníku národního písemnictví, který zde zřídil Česko-francouzské kulturní centrum. V zámku je stálá expozice připomínající jeho nejznámějšího majitele Bohuslava Reynka a jsou zde pořádány různé vzdělávací akce a výstavy.  Zámeček i s přilehlým parkem je přístupný veřejnosti.

## Historie
Zámek nechal na místě dvora, jehož součástí byla snad i tvrz, postavit v roce 1750 Severin z Langendorfu. Při jeho výstavbě bylo použito zdivo ze staveb dvora. Dále ho vlastnili Trčkové z Lípy, rod Hohenzollern-Sigmaringen nebo Dlouhoveští z Dlouhé Vsi. Pozdější majitelé již byli statkáři. V roce 1866 zámeček koupil Josef Regnek (tehdejší zápis jména), dědeček básníka a grafika Bohuslava Reynka.
Ten od roku 1926 na zámku střídavě pobýval i se svojí manželkou Suzanne Renaud. Až do roku 1936 zde bývali hlavně v létě, zimu trávili v Grenoblu. V tom roce se totiž musel Bohuslav po smrti svého otce jako dědic ujmout vedení statku Petrkov, kde pak zůstal až do smrti. Bohuslav i jeho manželka jsou pohřbeni na hřbitově ve Svatém Kříži. Poté zámek vlastnili jejich synové – fotograf Daniel a překladatel Jiří Reynek. V roce 2014 oba krátce po sobě zemřeli a zámek tak přešel na jejich potomky. Ti se jej v roce 2020 rozhodli prodat. Majitelem se stala Česká republika a zámek má ve správě Památník národního písemnictví.

## Popis
Areál se skládá z vlastního zámku a přilehlým hospodářským dvorem se zahradou. Jedná se o jednopatrovou budovu o půdorysu obdélníka s věžičkou na východní straně. Uvnitř je budova rozdělena zaklenutým schodištěm na obytnou a hospodářskou část. V interiérech se dochovala řada původních prvků, včetně např. kachlových kamen, výmalby či dřevěných podlah.

## Dostupnost
Do Petrkova vede silnička, která ves spojuje s Lípou a Svatým Křížem. K zámku vede odbočka NS Bohuslava Reynka, jejíž část kopíruje zeleně značenou turistickou trasu ze Svatého Kříže na Havlíčkův Brod, která vede okrajem Petrkova.